# Jean-François Larios
Jean-François Larios, anomenat "Turbo" (Sidi Bel Abbes, Algèria el 27 d'agost de 1956) és un exfutbolista professional francès que jugava com a migcampista. Va ser elegit Futbolista francès de l'any el 1980, i fou disset vegades internacional, i va marcar cinc gols per a l'equip nacional francès.